# TVチャンピオン極 〜KIWAMI〜
『TVチャンピオン極 〜KIWAMI〜』（テレビチャンピオンきわみ）は2018年4月8日から2019年9月24日までBSテレ東（2018年9月まではBSジャパン）で、2018年4月14日から2019年9月28日までテレビ東京系列で放送されたバラエティ番組。BS版では予選から、地上波版では決勝をダイジェストで放送。

## 概要
1992年4月 - 2008年9月の間にテレビ東京系列でレギュラー放送されていた『TVチャンピオン』および『TVチャンピオン2』の復活番組である。毎回さまざまなジャンルに秀でている一般人を、番組オリジナルの競技で闘わせ、チャンピオンを決める番組である。
予選（準々決勝は「QUARTER FINAL（クウォーターファイナル）」、準決勝は「SEMI FINAL（セミファイナル）」）の勝者が決勝戦である「FINAL（ファイナル）」へ進出し、「FINAL」の勝者が「CHAMPION（チャンピオン）」となる。ただし、予選を行わず、FINALのみを行う場合がある（「競技・放送リスト」を参照）。
CHAMPIONになった者は、次回の同一選手権等に「前回王者」として参加することができるが、過去のシリーズにあった予選ラウンドの一部または全部を免除できるシード権は本作にはない。

## 出演者

### MC・実況
- 大目付：アイクぬわら（超新塾）

番組MC。選手の召喚（「出でよ、その技を極めし達人たち!」と告げる）、各ステージの競技内容の発表（「いざ戦わん!」と告げた後、競技名が書かれた巻物を広げる）、競技開始（「ARE YOU READY? GO FIGHT!」と告げ、陣太鼓を鳴らす）・終了（陣太鼓を連打の後「OSHIMAI!（おしまい）」と告げる）の合図、勝ち名乗り（軍配を上げ、予選勝者には「REACH THE FINAL（SEMI FINAL）!」、FINAL勝者には「CONGRATULATION!」と告げる）およびチャンピオンへのモニュメント贈呈を行う。（なお、アイクが欠席の場合はテレビ東京アナウンサーが行う）また、競技中には英語による感嘆やガヤなども行う。
- 実況：増田和也、板垣龍佑、林克征、野沢春日、中川聡、矢内雄一郎（いずれも当時テレビ東京アナウンサー）※週替わり

「TVチャンピオン」および「TVチャンピオン2」では基本的に「ラウンドMC」・「ステージMC」が司会・実況を一手に行っていたが、今作では実況をテレビ東京のアナウンサーが行う。また、専門家が解説として登場し、実況の補佐およびクイズの正誤判定などをする場合がある。

### 新春SPの出演者
この回は、競技の現場に「足軽」の2名が赴き、司会・実況を担当した。アイクはゲストとともにスタジオで競技の模様を観戦している。
- 足軽：浜谷健司（ハマカーン）、スギちゃん
- スタジオゲスト：岩城滉一、松本明子[注 7]、伊集院光、森泉、広瀬アリス
- 大目付秘書：福田典子（テレビ東京アナウンサー）

### ナレーター
- 小柳良寛（放送開始 - ）
オープニング[注 8]、競技中の選手の表情、次回予告等を担当。慶長の登場前は、全てのナレーションを担当していた。
- 慶長佑香（2018年8月19日 - ）
おもに選手のプロフィール紹介、各ステージのルール説明、クイズの正解発表・解説、選手の作品紹介等を担当。

## 競技・放送リスト
出典：
- 競技者数：そのステージを戦った選手の人数もしくはチーム数。"Q"＝QUARTER FINAL、"S"＝SEMI FINAL、"F"＝FINAL、-：実施なし
- CHAMPION…■：選手のゼッケンの色、太字：連覇達成者（過去のTVチャンピオンシリーズは含めない）

## スタッフ
- 構成：外山信行
- 技術：丸山宗広、森村吉則、渡辺(部)晃、堂本昌宏、松本良、中島洋行、三枝木辰巳、大塚孝(考)輔、古本春樹、大井剛、宮川量康、矢田部修、縄正(誠)幸、新井直樹、北原学、石井健一、高師専吉、塙健志、岩堀克己、葛原圭人、森山弘喜、茅野竜徳、高橋勇士、大森仁、北條英樹、吉田誠、川口宏樹、江藤恭真、石黒祐一、河邊則宏、坂田芳美、有田寛、浦谷清顕、佐藤智幸、中村昇一郎、鶴田圭介、小笹直樹、鈴木克典、深谷千穂、濱中竜也、加部大輔、竹内秀樹、小倉正巳(己)、小川正明、中島洋行、伊藤善雄、小瀧裕之、野中康弘、冨田太雄、河邉則宏、梶山俊夫（週替り）
- 美術：内藤佳奈子（毎週）／中村秀美、藤生由紀、鈴木真吾、今井隆之、山口武治、三上貴子（週替り）
- デザイン：大石萌瑛、平原洋輔
- メイク：山田かつら
- タイトルデザイン：鈴木哲
- 編集進行：山崎貴史
- 編集：塔尾公彦、高倉亮平、仮野潔、菊池剣一、岡田しのぶ、土谷昴生、加藤駿
- MA：塩崎峻也、小林研人
- 音響効果：大久保吉久（3×7）
- 音楽制作：CURRENT
- 番宣：大石淳子
- デスク：鈴木あゆみ、後藤由枝
- リサーチ：ニューズクリエイト、リベラス、石井千鶴、池谷諒
- AP：遠藤充子
- ディレクター：入山真也、西重雄、石垣俊介、稲葉則央(夫)、蓑茂健太郎（西～蓑茂→共に演出回あり）、中村優一郎、帆足誠仁、勝部大輝、岡順一郎、黒原竜二、笹原有翔、片岡義貴、熊谷真悟、富修二、市村祐真、山本泰輔、片岡智里、永松雄輔、丸山将人（週替り）
- 演出：小口基輝、河野拓馬、豊川康成、橋本崇、高橋健二、上野健、関本文彦、近藤翔太、石塚学（小口・高橋・近藤・石塚→共にディレクター回あり）、三浦信一（週替り）
- 総合演出：内山慶祐
- プロデューサー：大庭竹修、只野研治／酒井英樹、神山友和、永井宏明、古谷将彦（古谷→ディレクター回あり）（週替り）
- チーフプロデューサー：越山進（2018年7月21日 - 、以前はプロデューサー）
- 技術協力：パワービジョン、テクノマックス、ミックビジョン、ABYSS、DDfactory、ジェイ・クルー、港家
- 美術協力：テレビ東京アート、フジアール
- 制作協力：PROTX、Hearts、WHOLEMAN、unit
- 製作著作：テレビ東京、BSテレ東

### 過去のスタッフ
- 構成：藤岡俊幸
- 番宣：松坂忠光、堀川久美

## 放送時間
| 放送期間                                              | 放送時間                                                  | 放送局            | 対象地域       | 備考                                                      |
| ----------------------------------------------------- | --------------------------------------------------------- | ----------------- | -------------- | --------------------------------------------------------- |
| 2018年4月8日 - 2019年3月31日 2019年4月9日 - 9月24日   | 日曜 21:00 - 21:54 火曜 20:00 - 20:55                     | BSテレ東          | 日本全域       | 製作局 / BS/BS4K放送 字幕放送（2018年11月25日放送分以降） |
| 2018年4月14日 - 2019年3月30日 2019年4月6日 - 9月28日  | 土曜 10:30 - 11:00 土曜 11:03 - 11:30                     | テレビ東京        | 関東広域圏     | 製作局 字幕放送                                           |
| 2018年4月14日 - 2019年3月30日 2019年5月4日 -          | 土曜 10:30 - 11:00 土曜 19:54 - 20:54                     | テレビ北海道      | 北海道         | [ 注 24 ] [ 注 25 ] [ 注 26 ]                             |
| 2018年4月14日 - 2019年3月30日 2019年4月4日 -          | 土曜 10:30 - 11:00 木曜 16:00 - 16:54 土曜 19:00 - 19:54  | テレビせとうち    | 岡山県・香川県 | [ 注 27 ] [ 注 28 ] [ 注 29 ]                             |
| 2018年4月27日 - 2019年6月28日 2019年7月10日 - 11月5日 | 金曜 1:00 - 1:30（木曜深夜） 水曜 1:00 - 1:30（火曜深夜） | 北陸放送          | 石川県         |                                                           |
| 2018年4月27日 - 2019年10月18日                        | 金曜 16:25 - 16:54                                        | テレビ和歌山      | 和歌山県       |                                                           |
| 2018年4月28日 -                                       | 土曜 13:30 - 14:00                                        | 奈良テレビ        | 奈良県         |                                                           |
|                                                       | 土曜 16:55 - 17:25                                        | 福島テレビ        | 福島県         |                                                           |
| 2018年4月30日 -                                       | 水曜 2:45 - 3:15（火曜深夜）                              | びわ湖放送        | 滋賀県         | [ 注 30 ]                                                 |
| 2018年5月6日 - 2019年10月20日                         | 日曜 9:30 - 10:00                                         | NST新潟総合テレビ | 新潟県         |                                                           |
| 2018年5月6日 -                                        | 日曜 8:55 - 9:25                                          | テレビ長崎        | 長崎県         |                                                           |
| 2018年5月20日 -                                       | 日曜 13:55 - 14:25                                        | 静岡朝日テレビ    | 静岡県         |                                                           |

| 配信期間                                      | 更新時間                        | 配信サイト |
| --------------------------------------------- | ------------------------------- | ---------- |
| 2018年4月8日 - 3月31日 2019年4月9日 - 9月24日 | 日曜 21:54 更新 火曜 20:55 更新 | TVer       |
| 2019年4月14日 -                               | 土曜 11:00 更新                 | GYAO!      |
| 2018年4月 -                                   | 更新時間未定                    | Paravi     |

- 上記の他、不定期放送の系列外ネット局が多数存在する。

### 途中打ち切りの局
| 放送期間                     | 放送時間                     | 放送局      | 対象地域 | 備考                               |
| ---------------------------- | ---------------------------- | ----------- | -------- | ---------------------------------- |
| 2018年4月6日 - 2019年3月30日 | 土曜 10:30 - 11:00           | テレビ愛知  | 愛知県   | 「文房具王選手権」を以て打ち切り。 |
|                              |                              | テレビ大阪  | 大阪府   | 「文房具王選手権」を以て打ち切り。 |
|                              |                              | TVQ九州放送 | 福岡県   | 「文房具王選手権」を以て打ち切り。 |
| 2018年6月1日 - 2019年3月29日 | 金曜 1:00 - 1:30（木曜深夜） | 長野放送    | 長野県   |                                    |